# Zofia Zarębianka
Zofia Zarębianka (ur. 26 grudnia 1958 w Krakowie) – poetka, eseistka, profesor zwyczajny w Katedrze Literatury Oświecenia i Romantyzmu na Wydziale Polonistyki Uniwersytetu Jagiellońskiego, członek PEN Clubu, Stowarzyszenia Pisarzy Polskich, Stowarzyszenia Unia Literacka, Stowarzyszenia im. Jerzego Turowicza, Klubu Tygodnika Powszechnego, Komisji Filozofii Nauki PAU, Komisji Historycznoliterackiej PAN, Towarzystwa Naukowego KUL, Akademickiego Stowarzyszenia przeciwko myślistwu rekreacyjnemu, Kongresu Katolików i Katoliczek.
W swojej pracy naukowej porusza zagadnienia dotyczące obecności i deszyfracji sacrum, bada konteksty religijne i duchowe współczesnej literatury polskiej, szczególnie twórczości Karola Wojtyły (Jana Pawła II), pokolenia „Nowej Fali”, „brulionu”, twórczości Anny Kamieńskiej, Zbigniewa Herberta oraz Czesława Miłosza. Zajmuje się także metodologią badań nad sacrum w literaturze. Od 2008 jest żoną aktora Stanisława Michno.

## Wybrane publikacje książkowe
- Poezja wymiaru sanctum, KUL, Lublin 1992.
- Świadectwo słowa. Rzecz o twórczości Anny Kamieńskiej, Wyd. „m”, Kraków 1993.
- Zakorzenienia Anny Kamieńskiej, Tow. Autorów i Wydawców Prac Naukowych Universitas, Kraków 1996.
- Tropy sacrum w literaturze XX wieku, Wyd. Homini, Bydgoszcz 2001.
- O książkach, które pomagają być, Wyd. Homini, Kraków 2004.
- Czytanie sacrum, Stowarzyszenie Pisarzy Polskich, Instytut Wydawniczy Maximum, Kraków - Rzym 2008 (Seria Filozoficzno-Humanistyczna „Myśli ocalone” pod red. Tadeusza Sławka, t. V).
- Wtajemniczenia (w) Miłosza. Pamięć Duch(owość) > Wyobraźnia, Kraków 2014

## Książki poetyckie
(wiersze tłumaczone na język angielski i czeski, hebrajski, ukraiński i francuski)
- Wyrwane z przestrzeni, Wyd. Baran i Suszczyński, Kraków 1996.
- Człowiek rośnie w Ciszy, Kraków 1992
- Niebo w czerni, Wyd. Homini, Kraków 2000.
- Jerozolima została zburzona, Wyd. Homini, Kraków 2004.
- Wiersze: Pierwsze, Poznań 2008.
- Tylko na chwilę, Kraków 2012